# Stazione di Stresow
La stazione di Stresow è una fermata ferroviaria di Berlino, sita nella località di Stresow nel quartiere di Spandau.

## Strutture e impianti
Posta su un leggero rilevato, la fermata conta due binari – uno per ogni senso di marcia – serviti da una banchina ad isola accessibile attraverso un sottopassaggio.

## Movimento
La stazione è servita dalle linee S 3 e S 9 della S-Bahn.

## Interscambi
- Fermata autobus